# Vierfache Gemeinschaft
Die Vierfache Gemeinschaft, oder Vierfache Versammlung, (Pali: Parisā) sind vier Personengruppen, die konsequent die Lehre des Buddha befolgen und seinen Mittleren Weg gehen. Sie werden aufgezählt wie folgt: Bhikkhu (Mönche), Bhikkhuni (Nonnen), Laienschüler und Laienschülerinnen. Sie stellt die Sangha, die Gemeinschaft der Anhänger Buddhas, dar.
Die von Buddha selbst verwendeten Begriffe für Laien sind Upāsaka/Upasika, was wörtlich ein „Dabeisitzender“ ist, meist aber mit „Anhänger/Anhängerin“ übersetzt wird, sowie gahapati/gahapatikā (wörtl.: „Hausvater“/„Hausmutter“)
Bemerkenswert für die damalige Zeit ist die besondere und gleichrangige Nennung der weiblichen Gruppierungen der Gesamtgemeinschaft, aber auch, dass jeder Gruppierung der Charakter einer eigenen, einander unterstützenden Gemeinschaft zugesprochen wird. Innerhalb der Gruppierung ist jeder und jede den anderen Mitgliedern gegenüber ein Edler Freund (p. kalyana mitta, skr. kalyana mitra), Begleiter, jemand von dem man lernen kann und im besten Fall auch Vorbild.
So formuliert der Buddha in Anguttara-Nikaya (A.II. 131–134)
Die Vorbilder
Möge, ihr Mönche, der von Zuversicht erfüllte Mönch solchen rechten Wunsch hegen: Daß ich doch sein möchte wie Sāriputta und Moggallāna!', denn Sāriputta und Moggallāna sind der Maßstab und die Richtschnur für meine Mönche.
Möge, ihr Mönche, die von Zuversicht erfüllte Nonne solchen rechten Wunsch hegen: Daß ich doch sein möchte wie die Nonnen Khemā und Uppalavannā!', denn die Nonnen Khemā und Uppalavannā sind der Maßstab und die Richtschnur für meine Nonnen.
Möge, ihr Mönche, der von Zuversicht erfüllte Laienbruder solchen rechten Wunsch hegen: 'Daß ich doch sein möchte wie Citta, der Hausvater, und Hatthaka aus ālavi!', denn Citta, der Hausvater, und Hatthaka aus ālavi sind der Maßstab und die Richtschnur für meine Laienanhänger.
Möge, ihr Mönche, die von Zuversicht erfüllte Laienschwester solchen rechten Wunsch hegen: 'Daß ich doch sein möchte wie die Laienschwester Khujjuttarā und Nandas Mutter aus Velukantaka!', denn die Laienschwester Khujjuttarā und Nandas Mutter aus Velukantaka sind der Maßstab und die Richtschnur für meine Laienanhängerinnen.